# Virginia
 Ovo je glavno značenje pojma Virginia. Za druga značenja pogledajte Virginia (razdvojba).
Virginia je država na atlantskoj obali SAD-a. Zauzima 110.785 km² i ima 7.712.091 stanovnika (2007.). Glavni grad je Richmond.

## Povijest
Virginia je dobila ime po "djevičanskoj" britanskoj kraljici Elizabeti I. Krajem 16-tog stoljeća, istraživač Sir Walter Raleigh uputio je ekspediciju "u kolonizaciju Virginije". Kolonisti su osnovali koloniju na pješčanom otoku Roanoke, međutim, kolonija je propala zbog loše organizacije i sukoba s lokalnim Indijancima. Britanci su ipak 1607. osnovali prvo trajno britansko naselje u Novom svijetu, Jamestown, upravo u Virginiji. U Virginiji se nalaze imanja dvojice povijesnih američkih predsjednika - Mount Vernon, imanje Georgea Washingtona, i Monticello, imanje Thomasa Jeffersona. Glavni grad Richmond je svojedobno bio sjedište južnjačke Konferederacije tijekom građanskog rata. 
Virginia se razvila kao konzervativna poljoprivredna južnjačka država, posebno poznata po uzgoju duhana. Danas je podijeljena na konzervativni jug i liberalniji sjever, koji graniči s Washingtonom. Luka Norfolk na obali Atlantika važna je mornarička baza.

## Okruzi
Virginia se sastoji od 95 okruga (counties)

## Nezavisni gradovi
Alexandria |
Bedford |
Bristol |
Buena Vista |
Charlottesville |
Chesapeake |
Clifton Forge |
Colonial Heights |
Covington |
Danville |
Emporia |
Fairfax |
Falls Church |
Franklin |
Fredericksburg |
Galax |
Hampton |
Harrisonburg |
Hopewell |
Lexington |
Lynchburg |
Manassas |
Manassas Park |
Martinsville |
Newport News |
Norfolk |
Norton |
Petersburg |
Poquoson |
Portsmouth |
Radford |
Richmond |
Roanoke |
Salem |
South Boston |
Staunton |
Suffolk |
Virginia Beach |
Waynesboro |
Williamsburg |
Winchester.

## Stanovništvo
Indijanci. Prvi stanovnici današnje Virginije bili su Indijanci iz jezičnih rodova Algonquian i Siouan. Svakako su najpoznatiji Powhatan, koje poznajemo po crtiču 'Pocahontas', koja je bila jedna od mnogih kćerki poglavice Powhatana. Njezino je pravo ime bilo Matoaka. -Plemena Virginije bila su vezana po plemenskim savezima, a poznati su naprednom poljodjerlstvu. Uz uzgoj kukuruza bavili su se i lovom i riobolovom, a sela su im bila opasana palisadama. Plemena porodice Algonquian iz Virginije bila su: konfederacija Powhatan; porodica Siouan: konfederacija Manahoac (s plemenima: Hassinunga, Manahoac, Ontponea, Shackaconia, Stegaraki, Tanxnitania, Tegninateo i Whonkentia), Monacan, Nahyssan, Occaneechi, Saponi i Tutelo;  porodica Iroquoian; Meherrin i Nottaway (Mangoack).